# Daniela Dodean
Daniela Dodean (née le 13 janvier 1988 à Arad en Roumanie, Daniela Dodean Monteiro depuis 2013) est une pongiste roumaine. Elle a représenté son pays lors des jeux olympiques de 2008. Elle est championne d'Europe en double en 2009, associée à sa compatriote Elizabeta Samara, avec qui elle a aussi remporté l'Open de Pologne ITTF en 2008.
En juillet 2013 elle épouse le pongiste portugais João Monteiro. Elle remporte avec lui le titre de champion d'Europe en double mixte en 2016. C'est la première fois qu'un couple marié remporte un titre à ce niveau de compétition.
Elle est médaillée d'argent par équipes lors des Jeux européens de 2019.
Elle fait ensuite partie de l'équipe de Roumanie médaillée d'argent aux Championnats d'Europe de tennis de table 2021 à Cluj.